# Рихтер, Ульрике
Ульрике Рихтер-Шмидт (нем. Ulrike Richter-Schmidt; род. 17 июня 1959, Гёрлиц) — немецкая пловчиха, трёхкратная чемпионка летних Олимпийских игр 1976 года, четырёхкратная чемпионка мира.

## Биография
Ульрике Рихтер родилась в 1959 году в Гёрлице. В 1965 году начала заниматься плаванием. В 1973 году на чемпионате мира по водным видам спорта 14-летняя Рихтер завоевала золотую медаль в плавании 100 м на спине, а также в составе сборной ГДР в комбинированной эстафете 4×100 метров. Это достижение она повторила на чемпионате мира 1975 года в Кали. Также заняла третье место на дистанции 200 метров на спине. Она стала трёхкратной чемпионкой чемпионата Европы по водным видам спорта 1974 года. За 1974 год установила 6 мировых рекордов. На летних Олимпийских играх 1976 года в Монреале Рихтер победила на дистанциях 100 и 200 м на спине, а также в комбинированной эстафете 4×100 метров в составе сборной ГДР. За свою спортивную карьеру она установила 14 мировых рекордов.
В 1976 году Рихтер была удостоена Ордена «За заслуги перед Отечеством» в золоте. В 1977 году она завершила спортивную карьеру после чемпионата Европы и стала косметологом. Окончила образование в Медицинской академии в Дрездене. Вышла замуж за футболиста Фолькера Шмидта. В 1983 году она была включена в Зал Славы мирового плавания. Впоследствии на судебном процессе выяснилось, что по указанию тренеров Рихтер принимала допинг. Проживает в Саксонии.